# 전태홍
전태홍(全泰洪, 1937년 2월 20일~2005년 1월 12일)은 제35대 전라남도 목포시장이다. 본관은 천안이며, 전라남도 영암군 출신이다. 2002년 6월 민주당으로 민선 3기 목포시장에 당선됐으며 목포YMCA 이사장, 목포상공회의소 회장 등을 역임했다. 목포시장 임기 중 사망하여 황조근정훈장이 추서되었고, 전라남도 영암군 서호면 선산에 안장되었다.

## 학력
- 문태중학교 졸업
- 목포공업고등학교 졸업
- 광주대학교 무역학 학사 졸업
- 광주대학교 경상대학원 경영학 석사 졸업

## 역대 선거 결과
| 실시년도 | 선거      | 대수 | 직책 | 선거구      | 정당         | 득표수   | 득표율          | 순위 | 당락 | 비고 |
| -------- | --------- | ---- | ---- | ----------- | ------------ | -------- | --------------- | ---- | ---- | ---- |
| 2002년   | 지방 선거 | 35대 | 시장 | 전남 목포시 | 새천년민주당 | 44,212표 | \| \| 54.83% \| | 1위  |      | 초선 |
|          | 54.83%    |      |      |             |              |          |                 |      |      |      |